# Pogononeura
Pogononeura is een geslacht van vlinders van de familie snuitmotten (Pyralidae).

## Soorten
- P. buchanani Rothschild, 1921
- P. hirticostella Ragonot, 1888
- P. xantholepis Hampson, 1910